# Catarina Andersson Forsman
Catarina Birgitta Andersson Forsman, född 17 maj 1956 i Rasbo församling, Uppsala kommun, är en svensk läkare och ämbetsman.
Catarina Andersson Forsman utbildade sig till läkare vid Karolinska institutet i Solna. Hon disputerade 1985 vid Karolinska institutet inom preklinisk neurovetenskap och forskade därefter under tre år på National Institutes of Health i USA. Hon arbetade som barnradiolog och har varit chef för röntgen vid Umeå universitetssjukhus, biträdande sjukhuschef på Akademiska sjukhuset i Uppsala, från 2001 chef för Socialstyrelsens tillsynsavdelning (nuvarande IVO), senare verkställande direktör för Läkarförbundet, samt hälso- och sjukvårdsdirektör på Stockholms läns landsting till 2013. Hon blev 2014 generaldirektör för Läkemedelsverket i Uppsala. 